# دشت سیبری غربی

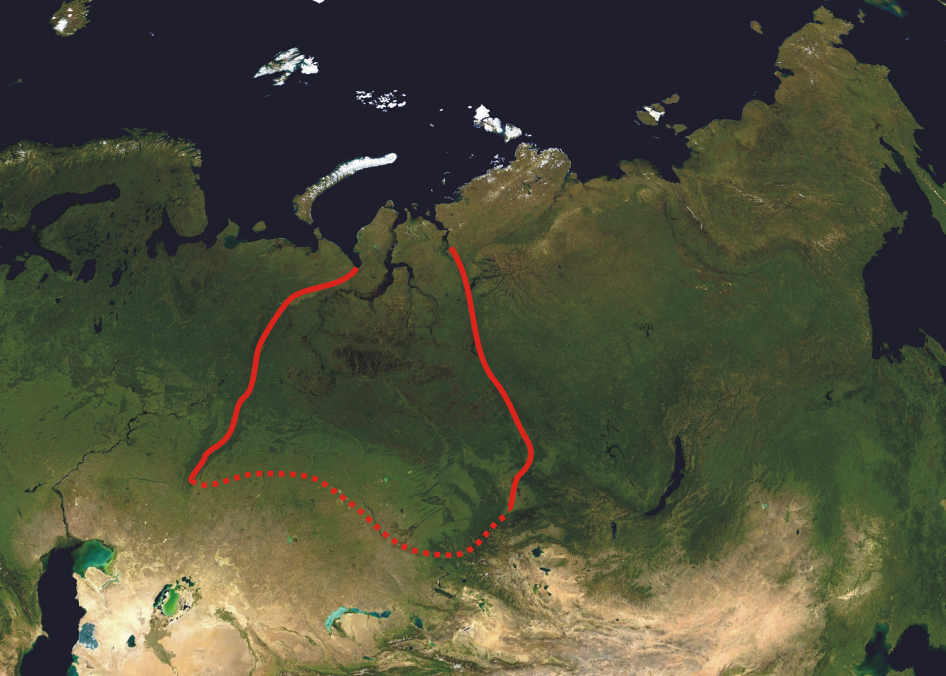
دشت سیبری غربی در نقشه ماهواره‌ای شمال آسیا

دشت سیبری غربی (روسی: За́падно-Сиби́рская равни́на) دشتی پهناور است که بخش غربی سیبری را از رشته‌کوه اورال در غرب تا رود ینی‌سئی در شرق و کوه‌های آلتای در جنوب‌شرق می‌پوشاند. بخش بزرگی از این دشت در بر دارنده بزرگ‌ترین باتلاق‌ها و دشت‌های سیلابی دنیا است. امسک، نووسیبیرسک، تومسک و چلیابینسک از شهرهای مهم دشت سیبری غربی به‌شمار می‌روند. بخش عمده‌ای از این دشت زهکشی ضعیفی دارد و از برخی از بزرگترین باتلاق‌ها و دشت‌های سیلابی جهان تشکیل شده است. شهرهای مهم در این منطقه عبارتند از چلیابینسک، نووسیبیرسک، اومسک و تومسک. همچنین سورگوت و نیژنوارتوفسک. زمستان‌های دشت سیبری غربی سخت و طولانی است. آب و هوای اکثر مناطق دشت یا نیمه قطبی یا قاره‌ای است. این دشت دارای ذخایر نفت و گاز طبیعی زیادی بود. بیشتر تولید نفت و گاز روسیه در دهه‌های ۱۹۷۰ و ۱۹۸۰ از این منطقه استخراج گردید.

## جغرافیا
دشت سیبری غربی در شرق کوه‌های اورال قرار دارد و بخش عمده آن در قلمرو روسیه واقع شده‌است. این دشت به عنوان وسیع‌ترین سرزمین پست یکپارچه شناخته شده‌است که ارتفاع بیش از ۵۰ درصد آن کمتر از ۱۰۰ متر از سطح دریاست و پهنه‌ای به مساحت ۲/۶ تا ۲/۷ میلیون کیلومتر مربع را می‌پوشاند که این مساحت یک سوم کل سیبری است. این دشت از شمال به جنوب به طول ۲۴۰۰ کیلومتر از اقیانوس منجمد شمالی تا کوه‌های آلتای و از شرق به غرب به عرض ۱۹۰۰ کیلومتر از رشته‌کوه اورال تا رود ینی‌سئی گسترده شده‌است.
زمستان‌های دشت سیبری غربی طولانی و با سرمای شدید همراه است. آب و هوای بخش عمده این دشت زیر‌شمالگانی یا قاره‌ای است. سورگوت و نیژنوارتوفسک دو شهر بزرگ‌تر در این دشت هستند.